# ハインリヒ・グスタフ・ライヘンバッハ

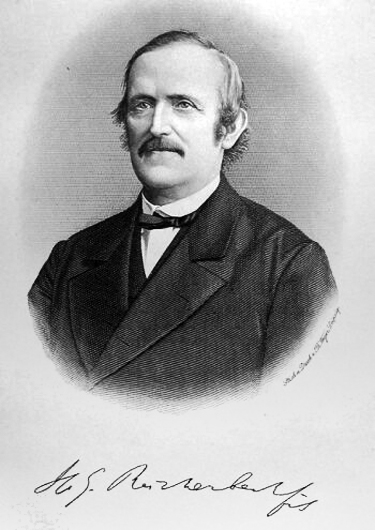
Heinrich Gustav Reichenbach

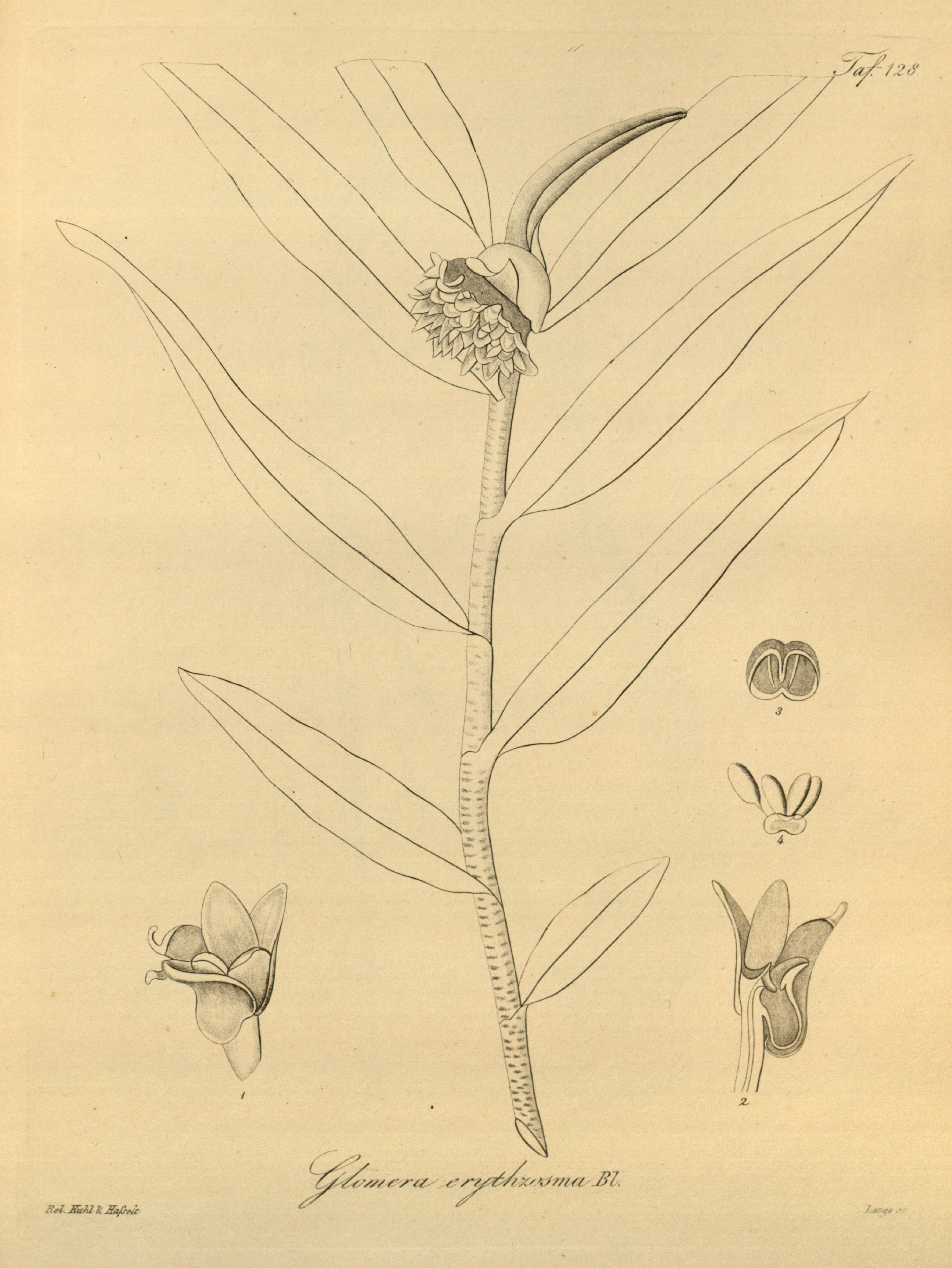
ライヘンバッハのスケッチ

ハインリヒ・グスタフ・ライヘンバッハ（Heinrich Gustav Reichenbach、1823年1月3日 – 1889年5月6日）はドイツの植物学者である。19世紀のドイツにおける最も知られたランの研究家である。

## 生涯
ドレスデンで生まれた。父親のハインリヒ・ゴットリープ・ルートヴィヒ・ライヘンバッハも植物学者で『ドイツとスイスの植物図』（"Icones Florae Germanicae et Helveticae"）の著者として知られている。18歳から植物学を学びはじめ、父の著書の『ドイツとスイスの植物図』の記述を手伝った。ランの花粉の研究で植物学の博士号を得た。卒業後すぐの1855年にライプツィヒ大学の員外教授に任命され、1863年からハンブルク大学植物園の園長を務めた。
19世紀後半はヨーロッパに世界中で新たに発見された数千のラン科の花がもたらされた時代であり、ライヘンバッハはそれらを、同定、分類し記録したが、ランの植物学的な特質からその仕事は困難を極めた。「蘭研究の父」とされるジョン・リンドリーとも友人で、リンドリーが没した後、ラン研究の第一人者となった。世界中から同定のための標本がライヘンバッハのもとに送られ、彼のメモや図とともに、大きな資料として残され、植物資料としてはキュー・ガーデンのリンドリーの植物資料に匹敵するものになった。1886年にイギリス在住の蘭研究家のヘンリー・サンダー（Henry Frederick Conrad Sander）が、ランに関する月刊誌を創刊し、ライヘンバッハが解説し、ヘンリー・ムーン（Henry Moon）の彩色図版が掲載された。この月刊誌は"Reichenbachia"として知られることになり、蘭研究の資料としての価値が高い。
ライヘンバッハの植物資料は死後25年間公開されないことを条件にウィーンの自然史博物館に遺贈された。キュー・ガーデンの植物学者、ロバート・アレン・ロルフェとの人間関係が原因であったと考えられるこの処置がランの分類研究に混乱をもたらした。

## 著書
- Xenia orchidacea. 1854–1900.
- Deutschlands Flora mit höchst naturgetreuen, charakteristischen Abbildungen aller ihrer Pflanzenarten in natürlicher Größe und mit Analysen auf Kupfertafeln, als Beleg für die Flora Germanica excursoria und zur Aufnahme und Verbreitung der neuesten Entdeckungen 1 Familie der Kreuzblüthler oder Viermächtigen: Cruciferae s. tetradynamae cum resedeis.13/14-22, 1850–1886.
- Otia botanica hamburgensia. 1878–1881.